# Nikołaj Diewiatkow
Nikołaj Dmitrijewicz Diewiatkow (ros. Николай Дмитриевич Девятков, ur. 29 marca?/11 kwietnia 1907 w Wołogdzie, zm. 1 lutego 2001 w Moskwie) – rosyjski naukowiec.

## Życiorys
Urodził się w rodzinie rzemieślniczej. W 1924 skończył szkołę, w 1925 przeniósł się z rodziną do Leningradu, gdzie pracował w Instytucie Fizyczno-Technicznym jako praktykant i laborant, następnie studiował w Leningradzkim Instytucie Politechnicznym, w 1931 otrzymał dyplom inżyniera. Pracował w Leningradzkim Instytucie Fizyczno-Technicznym, a od 1935 w Instytucie Naukowo-Badawczym, prowadził badania w różnych dziedzinach techniki, opublikował w tym czasie 12 prac. Po ataku Niemiec na ZSRR udał się do Moskwy, gdzie uczestniczył w pracach nad projektem radiolokatora dla nocnego bombowca, od 1942 pracował w zakładzie nr 465 nad produkcją stacji radiolokacyjnych. W 1943 został skierowany do Instytutu Naukowo-Badawczego nr 610 we Friazino, a po wojnie do Berlina; do Friazino wrócił w maju 1948, gdy został zastępcą dyrektora Instytutu Naukowo-Badawczego nr 160 ds. naukowych. Od 1954 pracował w Instytucie Radiotechniki i Elektroniki Akademii Nauk ZSRR jako kierownik naukowy wydziału, w 1975 został przewodniczącym rady ds. problemów elektroniki fizycznej (w 1968 został akademikiem Akademii Nauk ZSRR). Był autorem i współautorem pond 250 prac i publikacji naukowych. Mieszkał we Friazinie, a pod koniec życia w Moskwie. Pochowany na Cmentarzu Nowodziewiczym w Moskwie.

## Odznaczenia i nagrody
- Medal Sierp i Młot Bohatera Pracy Socjalistycznej (13 marca 1969)
- Order Lenina (dwukrotnie)
- Order Rewolucji Październikowej (1975)
- Order Czerwonego Sztandaru Pracy (dwukrotnie - 1952 i 1985)
- Nagroda Stalinowska (1949)
- Nagroda Leninowska (1965)
- Nagroda Rady Ministrów ZSRR (1984)
- Nagroda Władz Federacji Rosyjskiej (1996)
- Order Czerwonej Gwiazdy (1944)
- Złoty Medal im. Popowa (1986)

I medale.